# Rio Cucuiş
O Rio Cucuiş é um rio da Romênia, afluente do Sibişel, localizado no distrito de Hunedoara.